# Formostenus rugosus
Formostenus rugosus är en stekelart som beskrevs av Jonathan 1980. Formostenus rugosus ingår i släktet Formostenus och familjen brokparasitsteklar. Inga underarter finns listade i Catalogue of Life.